# 光谷六路站
光谷六路站位于中华人民共和国湖北省武汉市洪山区，是武汉地铁11号线的地铁车站。

## 车站结构
车站位于神墩一路与光谷六路交叉路口处，沿神墩一路东西向布置。本站为地下两层岛式站台，地下一层为站厅层，地下二层为站台层。车站在高新大道两侧布置有7个出入口。

### 楼层分布
| 地面     | 地面               | 出入口                               |  |  |
| 地下一层 | 站厅               | 售票机、客服中心、武漢通充值、洗手間 |  |  |
| 地下二层 |                    | █ 11号线 往江安路（光谷五路）        |  |  |
|          | 岛式站台，左侧开门 |                                      |  |  |
|          |                    | █ 11号线 往葛店南站（豹澥）          |  |  |

### 車站出口
|                                                 |      |                                                                                 |
| 出口編號                                        | 設施 | 建議前往的目的地                                                                |
| A                                               |      | 神墩一路 光谷六路                                                               |
| B₁                                              |      | 光谷六路 神墩一路                                                               |
| B₂                                              |      | 光谷六路 神墩一路、联投驿园                                                     |
| B₃                                              |      | 光谷六路 高科园西路、光谷188国际社区                                            |
| C₁                                              |      | 神墩一路 光谷六路、联投驿园、中建光谷之星                                       |
| C₂                                              |      | 光谷六路 神墩一路、中国十五冶金建设集团有限公司、国采光立方、纽宾凯光谷国际酒店 |
| D                                               |      | 神墩一路 光谷六路、沃德中心、京文大厦                                           |
| 注： 設有升降機 \| 設有輪椅升降台 \| 設有洗手間 |      |                                                                                 |

## 运营信息
- 11号线首末班车时间

### 内部链接
- 武汉地铁车站列表